# Église Sainte-Marie-Madeleine de Soulomès
L'église Sainte-Marie-Madeleine de Soulomès est une église catholique située à Soulomès, dans le département français du Lot en région Occitanie. 
Elle a été l'église de la commanderie hospitalière des Hospitaliers de l'ordre de Saint-Jean de Jérusalem.

## Historique
L'église a été construite au XIIe siècle. Un acte de 1232 mentionne l'église comme une dépendance de l'abbaye Saint-Pierre de Marcilhac-sur-Célé.
L'église est cédée par l'abbaye à la commanderie hospitalière d'Espédaillac de l'ordre de Saint-Jean de Jérusalem, puis de Durbans à la Salle Durbans. Soulomès devient le lieu de résidence du commandeur d'Espédaillac à partir de 1315.
Les Hospitaliers ont modifié l'église. Il doit rester de l'église initiale la partie basse de la tour-clocher. L'absence de liaison entre la partie romane de la tour-clocher et le reste de l'église peut être un argument pour voir dans cette tour-clocher la tour d'une maison forte ayant appartenu à l'abbé de Marcilhac.
Les murs de la chapelle nord-ouest peuvent dater du XIIIe siècle ou XIVe siècle.
Après la guerre de Cent Ans l'église a été entièrement remodelée par les reconstructions nécessaires:  ainsi ont été ajoutées les quatre chapelles latérales consacrées à saint Michel, à la Vierge Marie, à saint Jean-Baptiste et au Saint sacrement. Les voûtes de la nef et de la chapelle nord-ouest ont aussi été réalisées dans la seconde moitié du XVe siècle. La chapelle nord-est a été créée à la fin du XVe siècle ou au début du XVIe siècle, époque également de reconstruction du chœur à chevet plat.
Toute l'élévation ouest a été reconstruite au début du XIXe siècle. Le portail porte la date de 1802.

## Protection
L'église a été classée au titre des monuments historiques le 28 octobre 1944.
Plusieurs objets sont référencés dans la base Palissy.

## Décor
L'intérêt principal de l'église réside dans les peintures murales réalisées au début du XVIe siècle par deux ateliers qui ont travaillé de concert à la décoration intérieure de l’édifice. Ces peintures ont été découvertes en 1938. Les peintures ont été restaurées à partir de 1978.
Un des ateliers a peint dans le chœur le cycle de la Passion du Christ et de sa Résurrection : la Mise au tombeau, les Saintes Femmes, le Christ en gloire, l’Incrédulité de saint Thomas, les Saintes Femmes au tombeau, saint Jean-Baptiste et le donateur en prière. Le donateur, le commandeur de Soulomès, est figuré agenouillé devant un livre d’heures posé sur un prie-Dieu et il porte un manteau noir sur lequel est peinte la croix de Malte (symbole), insigne de l’ordre de Saint-Jean de Jérusalem.
Le second a travaillé à la décoration des voûtes et des murs de la nef. Sur les voûtes on peut voir un Christ en Majesté entouré des évangélistes avec leurs symboles avec des anges portant des phylactères. Au-dessus de l'arc d'accès à la première chapelle méridionale a été peint un Jugement dernier. Sur le mur nord de la chapelle nord a été peint un saint Michel terrassant le démon.
Une certaine analogie stylistique a été remarquée entre ces peintures et celles de l'église Saint-Julien de Lunegarde.
Les peintures ont été classées au titre d'objet en 1975,.

## Objets
L'église de Soulomès possédait une châsse-reliquaire du XIIIe siècle classée au titre d'objet en 1908. La châsse a été déposée en 1968 au musée d'art sacré de Rocamadour. 
L'église possède aussi deux cloches datées de 1508 et 1547 classées au titre d'objet en 1910.